# Dermochrosia maculatissima
Genre
Espèce
Dermochrosia maculatissima, unique représentant du genre Dermochrosia, est une espèce d'araignées aranéomorphes de la famille des Sparassidae.

## Distribution
Cette espèce est endémique du Brésil.

## Publication originale
- Mello-Leitão, 1940 : Aranhas do Espírito Santo coligidas por Mario Rosa, em 1936 e 1937. Arqos Zoológicos do Estado de São Paulo, vol. 2, p. 199-214.